# Smělek
Smělek (Koeleria) je rod trav, tedy z čeledi lipnicovitých (Poaceae). Jedná se o vytrvalé, vzácně jednoleté byliny. Jsou trsnaté, vzácněji s oddenky. Stébla dorůstají výšek zpravidla 5–120 cm. Čepele listů jsou ploché skládané nebo svinuté, dosahují šířky 0,5–6 mm, na vnější straně listu se při bázi čepele nachází jazýček. Květy jsou v kláscích, které tvoří latu, která stažená (vejčitého tvaru) nebo tvoří klas. Klásky jsou zboku smáčklé, vícekvěté (zpravidla 2-5 květů), ale horní květ někdy bývá sterilní. Na bázi klásku jsou 2 plevy, které jsou nestejné nebo téměř stejné, bez osin. Pluchy jsou většinou bez osin, jen zašpičatělé, řidčeji osinaté. Plušky jsou dvoukýlné. Plodem je obilka. Celkově je známo asi 60 druhů, které najdeme na obou polokoulích, převážně v mírném pásu, místy i adventivně.

## Druhy rostoucí v Česku
V České republice rostou 3-4 druhy z rodu smělek (Koeleria). Na mírně suchých loukách a pastvinách od nížin do středních poloh roste smělek jehlancovitý (Koeleria pyramidata). Smělek štíhlý (Koeleria macrantha) roste na suchých stráních teplých oblastí ČR. Smělek sivý (Koeleria glauca) je silně ohrožený (C2) druh písků, vyskytuje se ve středních Čechách, JV Moravě a na Opavsku.